# Vápenný Podol
Vápenný Podol è un comune della Repubblica Ceca facente parte del distretto di Chrudim, nella regione di Pardubice.